# Mènsula amb escena de Filis cavalcant Aristòtil
La Mènsula amb escena de Fil·lis cavalcant Aristòtil és una peça (confeccionada en pedra calcària esculpida, amb restes de daurat i policromat) anònima, que va ser descoberta en unes excavacions arran d'uns enderrocs a l'Almoina de la ciutat de València. L'obra és d'estil gòtic i està datada del segle xiv. Actualment forma part de la col·lecció permanent del Museu d'història de València.

## Context històric de la temàtica
El ‘’Lai d'Aristote’’ és una rondalla atribuïda a Enric de Valenciennes, la lliçó moral de la qual celebra el poder absolut de l'amor. Es tracta d'un breu poema narratiu on s'explica com a Alejandre Magne, durant les seves campanyes orientals, va conèixer a la jove cortesana índia Fiŀlis de la qual s'enamora perdudament desatenent els assumptes de la guerra. Quan Aristòtil, precepte d'Alejandre Magne, descobreix el enamorament, intenta corregir la nova actitud del seu alumne, raó per la qual Alexandre abandona Fiŀlis. La jove abandonada no es pren bé la participació del filòsof en el seu desengany amorós i decideix venjar-se d'ell, intentant distreure-ho quan Aristòtil està centrat en la redacció dels seus llibres. La jove canta i balla amb sensualitat sota la finestra del filòsof, l'ancià, atret per la jove està disposat a complaure-la en allò que ella vulga, a canvi dels seus favors sexuals, raó per la qual li permetent cavalcar-lo mentre la passeja pel jardí. El moment és vist per Alejandre, qui havia estat avisat per Fiŀlis, la qual cosa fa que rigui del seu preceptor, el qual s'adona i admet humilment, la força de la passió entre els joves, en comprovar que ni ell mateix s'ha vist lliure d'ella.

## Descripció
Es tracta d'una mènsula de fàbrica de pedra calcària, en la qual queden restes de policromia en vermell, blau i daurat. Es considera va formar part de l'arrencada d'un dels arcs del desaparegut edifici de l'Almoina, que havia d'estar situat enfront de la catedral i el palau del bisbe de València, que va albergar en algun moment l'aula d'una escola episcopal on s'impartia teologia i filosofia.
La mènsula presenta la representació esculpida d'un home ancià, amb el rostre capcot, a quatre grapes i sobre ell asseguda una dona, amb una llarga i pesant túnica, en una actitud amb la qual sembla fuetejar-lo amb la seva destra alçada, amb un fuet o bastó, que ha desaparegut en l'actualitat. Pot observar-se en el relleu una gran vegetació, que dificulta la interpretació de l'escena. Aquesta representació és una clara al·lusió a la llegenda medieval d'Aristòtil i Fiŀlis, derivada del “Lai d'Aristote”.
Com solia fer-se amb aquest tipus de mènsula, la representació s'acobla perfectament al volum, forma i funció de la lleixa, sobresortint l'extrem superior per sobre de l'escena donant lloc a una motllura.